# Письменники Чернігівщини – лауреати обласної премії імені Михайла Коцюбинського
Для відзначення творчих здобутків митців Чернігівщини у 1992 році було засновано обласну літературно-мистецьку премію імені Михайла Коцюбинського.
Ініціаторами заснування премії стали Чернігівське обласне відділення Українського фонду культури, Чернігівський літературно-меморіальний музей-заповідник Михайла Коцюбинського та Чернігівська обласна організація НСПУ.
5 грудня 1991 року було підготовлено відповідну постанову, а вже 1992 року до дня народження митця на конкурсній основі проводилося висунення і обрання перших лауреатів. Це була визначна подія для Чернігова. Починаючи з 2003 року, премія імені М. Коцюбинського фінансується з обласного бюджету.
Щорічно в день народження Коцюбинського 17 вересня адміністрація міста покладає вінки до могили видатного чернігівця. Після покладання квітів відбувається вручення премії на садибі письменника. За весь час існування премії, її лауреатами стали понад 100 визначних діячів літератури, мистецтва, архітектури, театру не лише Чернігівської області, а й всієї України.

## Список
| Лауреат(и)                                                         | Внесок | Рік  |
| ------------------------------------------------------------------ | --- | ---- |
| Станіслав Реп'ях                                                   | за активну популяризацію української літератури                                                                             | 1992 |
| Куценко Петро                                                      | за книги «За брамою вічності» та «Пісні безсонного джмеля»                                                                  | 1993 |
| Мушкетик Юрій                                                      | за роман «Гетьманський скарб»                                                                                               | 1994 |
| Зуб Петро                                                          | за книгу оповідань і повістей для дітей та юнацтва «Початок дороги»                                                         | 1995 |
| Антоненко Петро                                                    | за книгу «Бабине літо» | 1996 |
| Олійник Олександр                                                  | за книги «Чорний птах» та «Зарічка»                                                                                         | 1996 |
| Корбач Іван                                                        | за історичний роман-хроніку «Сотники» та краєзнавчі студії «Що за люди березинці?»                                          | 1997 |
| Деко Олександр                                                     | за книгу «Вибрані твори» та упорядкування календаря Чернігівського земляцтва на 1997 рік                                    | 1997 |
| Сердюк Павло                                                       | за літературознавчі дослідження «Невичерпність пізнання» та «Рідна мати моя»                                                | 1997 |
| Дзюба Сергій                                                       | за книги «Колись я напишу останнього листа» і «Сонце пахне снігом і яблуками»                                               | 1998 |
| Турківський Микола                                                 | за народознавчий аспект у книгах останніх років                                                                             | 1998 |
| Руденко Михайло                                                    | за книги оповідань «Ліки для двох» та «Тільки ти»                                                                           | 1999 |
| Буденний Василь                                                    | за книги серії «Осяяння» | 1999 |
| Самойленко Григорій                                                | за книги з історії літератури та культури Полісся                                                                           | 1999 |
| Степанюк Борислав                                                  | за книгу «На грані часу» | 2000 |
| Руденко Петро                                                      | за книгу «Рідною мовою» | 2000 |
| Ющенко Олекса                                                      | за збірку «Гомери України»                                                                                                  | 2001 |
| Дзюба Тетяна                                                       | за книгу «Акомодація до часу» та численні поетичні й літературознавчі публікації в українських і закордонних виданнях       | 2001 |
| Астаф'єв Олександр                                                 | за літературознавчу та видавничу діяльність                                                                                 | 2001 |
| Адаменко Микола                                                    | за книгу «Закон-тайга» | 2002 |
| Крупко Анатолій                                                    | за збірку поезій «Біль і святість»                                                                                          | 2002 |
| Слабошпицький Михайло                                              | за книгу «Українські меценати» і сприяння у виданні 1 тому «Листів до Михайла Коцюбинського»                                | 2002 |
| Дідович Петро                                                      | за повість «Буття зелене»                                                                                                   | 2003 |
| Шульга Олена                                                       | за книгу «Дивна птаха» | 2003 |
| Коцюбинська Михайлина                                              | за редагування чотиритомника «Листів до Михайла Коцюбинського» та літературознавчі публікації                               | 2003 |
| Мастєрова Валентина                                                | за роман «Суча дочка» | 2004 |
| Сапон Володимир                                                    | за збірку віршів «Замкова гора»                                                                                             | 2004 |
| Ткач Михась                                                        | за книгу «Багряні громи» | 2005 |
| Москалець Кость                                                    | за збірки поезій «Пісня старого пілігрима» і «Нічні пастухи буття»                                                          | 2005 |
| Шкуліпа Анатолій                                                   | за книгу «Релігія кохання»                                                                                                  | 2005 |
| Просяник Іван                                                      | за книгу екологічних роздумів «Безкрилі береги»                                                                             | 2005 |
| Мащенко Станіслав                                                  | за книгу «Філософські обрії О.Довженка»                                                                                     | 2005 |
| Арсенич-Баран Ганна                                                | за роман «Тиха вулиця вечірнього міста»                                                                                     | 2006 |
| Кашка Володимир                                                    | за книгу віршів «Моделі обріїв»                                                                                             | 2006 |
| Ткаченко Ніна                                                      | за книги «На околицях літа» та «Освідчення синього вітру»                                                                   | 2007 |
| Ткач Микола та Данилевська Надія                                   | за низку книг про народну творчість Чернігівщини                                                                            | 2007 |
| Шевченко Іван                                                      | за документальні книги «Впоперек ночі», «Зведи свій храм» та «Гострі леза пам'яті»                                          | 2007 |
| Іванов Дмитро                                                      | за книгу «Здрастуйте, я повернувся»                                                                                         | 2008 |
| Дімаров Анатолій                                                   | за повісті «Молитва по Марії», «Ціпоньки-ціпи» та «Оксана з роду Яновських»                                                 | 2008 |
| Леус Віталій                                                       | за журналістську діяльність та книгу прози «День, осяяний ранковою зорею»                                                   | 2008 |
| Добриця Олександр                                                  | за книгу «Князі Чернігівські»                                                                                               | 2008 |
| Горлач (Коваленко) Леонід                                          | за книгу поезій «Обрії душі»                                                                                                | 2009 |
| Клочко Микола                                                      | за книги «Афоризми» в 2-х томах та «Вишнева вежа»                                                                           | 2009 |
| Брик Олексій                                                       | за книгу «А дерева мовчали»                                                                                                 | 2010 |
| Бондаревич (Черненко) Лілія                                        | за книгу «Ми всі — подорожні»                                                                                               | 2010 |
| Крачило Олексій                                                    | за збірки «Аксіоми серця» та «Константа небайдужості»                                                                       | 2011 |
| Конечна Олена                                                      | за книги «На березі дощів», «Час у пригорщах», «Копійчини мандри», «За ґратами раю», «Синдром Роксолани», «Озброєний янгол» | 2011 |
| Половнікова Світлана                                               | за художньо-документальне видання «Качанівка. Альбом автографів»                                                            | 2011 |
| Сердюк Олена                                                       | за книгу «Грішниця» | 2012 |
| Курданов Андрій, Доценко Алла, Гаркуша А., Васюта Олег, Ванжула О. | за науково-популярну книгу «Спас Чернігівський»                                                                             | 2012 |
| Сенцовський Володимир                                              | за книгу «Глибинка, повита туманом» та «Лава під каштанами»                                                                 | 2013 |
| Забіяка Іван                                                       | за книгу «Епістолярна спадщина Василя Горленка»                                                                             | 2013 |